# سيدي الهاني
سيدي الهاني هي إحدى مدن الجمهورية التونسية، تقع في ولاية سوسة.و هي تعد أكبر معتمديات الولاية حيث تتجاوز مساحتها 26% من المساحة الجملية لسوسة.
يبلغ عدد سكانها 13505 حسب التعداد السكاني لسنة 2014. تعرف بشساعة أراضيها الفلاحية ومناخها الجاف حيث تتوسط سبختين: جنوبا سبخة سيدي الهاني وهي الأكبر على مستوى الجمهورية وشمالاً سبخة الكلبية.
يتوزع متساكني سيدي الهاني على 6 عمادات:
- سيدي الهاني المدينة
- سيدي الهاني الغربية
- سيدي الهاني الجنوبية
- سيدي الهاني الشمالية
- كروسية المركزية
- كروسية الشرقية
ينتسب أغلبية أهلها إلى جدهم الولي الصالح سيدي الهاني الذي يتواجد مقامه في مدينة الفحص من معتمدية زغوان. بالإضافة إلى السعفات وأولاد سعيد الذين استقروا خاصة في الجزء الشمالي من المعتمدية تحديدا في عمادة كروسية المركزية.
توجد مدينة سيدي الهاني على ضفاف الطريق الوطنية عدد 12 الرابطة بين سوسة والقيروان .
موقعها الاستراتيجي سمح لها بامتلاك منطقة صناعية في طور النمو بالإضافة للمحلات التجارية والصناعية التي تنتصب على حافة الطريق ذات الحركية الكبيرة.
تتمتع مدينة سيدي الهاني بالتمييز الإيجابي وهو ما جعلها وجهة محبذة للمستشمرين الأجانب منهم والتونسيين.
تاريخيا تزخر سيدي الهاني بتاريخ حافل حيث لطالما كانت منطقة عبور بامتياز ومن منا لا يعرف المثل الشعبي: «دبة دبة والمبات في سيدي الهاني» وهذا المثل فيه عدة أبعاد كطيبة اهلها وأمان ترابها.. كما تحتوي سيدي الهاني على عدة المواقع الأثرية المصنفة لكنها مهملة منذ سنين ولا تلقى العناية اللازمة من المعهد الوطني للتراث.
تحتوي سيدي الهاني على:
- ملعب بلدي وحيد وعدد من الجمعيات الرياضية:
*جمعية سيدي الهاني الرياضي  (كرة قدم) منذ 1979
*جمعية أشبال سيدي الهاني  (تايكواندو وكيك بوكسينغ) منذ 2016
*جمعية كروسية الرياضية (كرة قدم وتايكواندو) منذ 2019
- دار شباب وحيدة
- 4 نوادي شباب ريفية منها واحد ليس في وضع استغلال
- مركز معتمدية
- دائرة بلدية
- مستودع بلدي
- مركز حرس وطني
- مركز بريد
- دائرة صحية
- 5 مراكز للصحة الأساسية
- سوق إسبوعية
- معهد ثانوي
- مدرسة إعدادية
- 11 مدرسة ابتدائية
- مركز لإصلاح الأطفال الجانحين
- وحدة محلية للنهوض الاجتماعي
- فرع للهلال الأحمر
- جمعية خيرية: آفاق كروسية
- 2 مجمعات فلاحية: مجمع دراهم ومجمع الياسمين.
يعيش سكان سيدي الهاني ظروفا صعبة للتنقل  خاصة أمام غياب خط مباشر يربطهم بمركز الولاية باستثناء حافلة شركة النقل بالساحل أما سيارات التاكسي الجماعي فكلها باتجاه معتمدية مساكن المجاورة هذا بالإضافة إلى نقص في عديد الخدمات حيث تفتقر سيدي الهاني إلى:
- قباضة مالية
- مستشفى محلي
- مركز حماية مدنية
- فرع بنكي
- فرع لصندوق الحيطة الاجتماعية
- فرع لصندوق التضامن الاجتماعية
- فرع للشركة التونسية للكهرباء والغاز
- فرع للشركة التونسية لاستغلال وتوزيع المياه
- فرع لاتصالات تونس
- مكتب تشغيل

### مواضيع ذات علاقة
- ولاية سوسة.